# Типографская школа
Типографская школа —  учебное заведение в Москве, существовавшее в 1681—1687 годах при Московском печатном дворе.
Основание школы относится к 1681 году, когда из Константинополя в Москву вернулся иеромонах Тимофей, в 1666 году направленный к константинопольскому патриарху и долгое время живший в Палестине и на Афоне. Русский по происхождению, Тимофей хорошо знал греческий язык. Под школу были выделены три верхние палаты в «старой правильной палате» (палата, где проходила правка рукописей) Московского печатного двора: в марте 1681 года «велено… построить на Печатном дворе в полате греческаго учения… всякого строенья».
В школу первоначально планировалось набрать «от всякого чина малых детей числом яко 30». Ректором был определён иеромонах Тимофей. В июне 1683 года Тимофею было отпущено из Приказа печатного дела 50 азбук, 10 учебных псалтырей и 10 часословцев. Э. Кемпфер, посетивший школу 6 августа 1683 года, отмечал, что «в первом отделении или классе было около пятидесяти мальчиков, которые обучались славянской грамоте; в другом отделении сидело десять больших мальчиков, которые только что читали». Сведений о том, что в это время преподавался греческий язык не обнаруживается.
Греческий язык было назначено преподавать греку Мануилу Левендатову, а после него — греку иеромонаху Иоанну. Мануил появился только в декабре 1684 года и до этого, если греческий язык и преподавался, то только ректором, иеромонахом Тимофеем.
Типографская школа явилась предшественницей первого русского высшего учебного заведения, Славяно-греко-латинской академии: в 1685 году пять учеников школы — Алексей Барсов, Николай Семёнов-Головин, Фёдор Поликарпов, Федот Аггеев и Иосиф Афанасьев — были переведены в Богоявленский монастырь, — в обучение братьям Лихудам; через год, когда школа Лихудов была преобразована в Славяно-греко-латинскую академию, туда были переведены все ученики типографской школы.